# Željko Čajkovski
Željko Čajkovski (Zágráb, 1925. május 25. – München, 2016. november 11.) horvát labdarúgócsatár, edző. Bátyja az edzőlegenda Zlatko Čajkovski.

## Pályafutása
A jugoszláv válogatott tagjaként részt vett az 1948. évi nyári olimpiai játékokon és az 1950-es labdarúgó-világbajnokságon, előbbin ezüstérmet nyertek.